# Sonoda
Sonoda és un gènere de peixos pertanyent a la família dels esternoptíquids.

## Taxonomia
- Sonoda megalophthalma (Grey, 1959)[2]
- Sonoda paucilampa (Grey, 1960)[3][4]